# Episodi di NTSF:SD:SUV:: (terza stagione)
La terza stagione della serie televisiva NTSF:SD:SUV::, composta da 12 episodi, è stata trasmessa negli Stati Uniti, da Adult Swim, dal 26 luglio al 13 dicembre 2013.
In Italia la stagione è inedita.
| nº | Titolo originale                   | Titolo italiano | Prima TV USA      | Prima TV Italia |
| -- | ---------------------------------- | --------------- | ----------------- | --------------- |
| 1  | Comic Con-Air                      |                 | 26 luglio 2013    |                 |
| 2  | Hawaii Die-0                       |                 | 2 agosto 2013     |                 |
| 3  | Extra Terrorist-rial               |                 | 9 agosto 2013     |                 |
| 4  | Burn After Killing                 |                 | 16 agosto 2013    |                 |
| 5  | TGI Murder                         |                 | 23 agosto 2013    |                 |
| 6  | The Great Train Stoppery           |                 | 30 agosto 2013    |                 |
| 7  | A Hard Drive to Swallow            |                 | 6 settembre 2013  |                 |
| 8  | Unfrozen Agent Man                 |                 | 13 settembre 2013 |                 |
| 9  | Trading Faces                      |                 | 20 settembre 2013 |                 |
| 10 | U-KO'ed                            |                 | 27 settembre 2013 |                 |
| 11 | How Piper Got Her Groove Initially |                 | 4 ottobre 2013    |                 |
| 12 | Wreck the Malls                    |                 | 13 dicembre 2013  |                 |

## Comic Con-Air
- Titolo originale: Comic Con-Air
- Diretto da: Daniel Kwan e Daniel Scheinert
- Scritto da: Alex Fernie e Nick Wiger

### Trama
Hauser e Piper devono trasferire in aereo i più pericolosi criminali nerd del San Diego Comic-con. I criminali riescono a liberarsi e cominciano ad attaccare l'aereo. Con l'aiuto di una hostess e di una coppia a bordo dell'aereo, i due agenti cercano di sistemare la situazione.

## Hawaii Die-0
- Titolo originale: Hawaii Die-0
- Diretto da: Jack Szymanski
- Scritto da: Jonathan Stern

### Trama
Il Presidente della Marina terrà un discorso di inaugurazione in un'università, tuttavia qualcuno vuole assassinarlo. Nel frattempo, gli agenti Hauser e Alphonse sono tornati dai loro compiti sotto copertura ma sembrano comportarsi in modo strano.

## Extra Terrorist-rial
- Titolo originale: Extra Terrorist-rial
- Diretto da: Ryan McFaul
- Scritto da: Paul Scheer

### Trama
Hauser deve fare da babysitter al figlio di sua sorella divorziata e scopre che il ragazzo nasconde un alieno amichevole. Hauser presume che l'alieno sia un terrorista e lo insegue. Nel frattempo, anche l'agente Daisy ha un nuovo amico.

## Burn After Killing
- Titolo originale: Burn After Killing
- Diretto da: Jake Syzmanski
- Scritto da: Paul Scheer

### Trama
In una parodia di Skyfall, il libro nero top-secret di Kove scompare dal suo ufficio e il sospetto ladro viene ucciso insieme all'agente Hauser.

## TGI Murder
- Titolo originale: TGI Murder
- Diretto da: Danny Jelinek
- Scritto da: Paul Scheer

### Trama
Il Presidente della Marina viene attaccato e minacciato nel suo ristorante da un pericoloso competitore di ristoranti e gli NTSF arrivano per collaborare sul caso. Tuttavia ciò porta l'agente Hauser a ricordare un evento traumatico.

## The Great Train Stoppery
- Titolo originale: The Great Train Stoppery
- Diretto da: Paul Scheer
- Scritto da: Paul Scheer e Jonathan Stern

### Trama
L'agente Hauser racconta come le Time Angels, una speciale unità antiterroristica composta da tre donne che viaggia nel tempo, siano tornate indietro nel tempo in una piccola città occidentale per fermare un criminale e aiutare il Presidente Grant ad aprire la ferrovia transcontinentale degli Stati Uniti.

## A Hard Drive to Swallow
- Titolo originale: A Hard Drive to Swallow
- Diretto da: Alex Fernie
- Scritto da: Alex Fernie e Nick Wiger

### Trama
Dopo essersi infiltrato in un gruppo di odio anti-robot del sud, S.A.M. viene catturato e la copertura è saltata. Gli NTSF hanno intenzione di posare per un video virale nel tentativo di trovare il gruppo e salvare S.A.M., tuttavia si distrae con la realizzazione del video.

## Unfrozen Agent Man
- Titolo originale: Unfrozen Agent Man
- Diretto da: Alex Fernie
- Scritto da: Alex Fernie e Nick Wiger

### Trama
Un pericoloso terrorista hippie catturato e congelato nella crio-prigione NTSF:SD negli anni '60 viene scongelato accidentalmente nel 2013 e riesce a fuggire. Il gruppo decide quindi di contattare il loro agente in pensione razzista e misogino Booth Whitmanun per sistemare il caso.

## Trading Faces
- Titolo originale: Trading Faces
- Diretto da: Nick Wiger
- Scritto da: Matt Bush e Martin Starr

### Trama
Hauser e Sam si scambiano i volti per contrastare un'organizzazione terroristica. Sam è soddisfatto della sua nuova faccia e si dà alla fuga. Nel frattempo, Piper scambia le facce per scoprire perché i suoi colleghi evitano le sue serate giochi.

## U-KO'ed
- Titolo originale: U-KO'ed
- Diretto da: Paul Scheer
- Scritto da: Paul Scheer e Jonathan Stern (Parte 1), Alex Fernie e Nick Wiger (Parte 2)

### Trama
Quando Alphonse viene rapito, la squadra deve fermare un complotto omicida che minaccia la riunificazione del distretto di Little Britain con la grande San Diego. 

## How Piper Got Her Groove Initially
- Titolo originale: How Piper Got Her Groove Initially
- Diretto da: Paul Scheer
- Scritto da: Erica Oyama

### Trama
Come parte di un flashback, nel 2003 la studentessa Piper Ferguson della University of Southern San Diego viene reclutata per unirsi ad una forza d'elite nazionale contro il terrorismo.

## Wreck the Malls
- Titolo originale: Wreck the Malls
- Diretto da: Daniel Kwan e Daniel Scheinert
- Scritto da: Jonathan Stern

### Trama
Il centro commerciale viene rilevato dal terrorista Mall Santa e intrappola i figli di Trent al suo interno. Questo impedisce il resto della squadra di fare acquisti natalizi dell'ultimo minuto.